# 3067 Akhmatova
3067 Akhmatova је астероид главног астероидног појаса чија средња удаљеност од Сунца износи 2,245 астрономских јединица (АЈ).
Апсолутна магнитуда астероида је 13,0.